# The Mummy Resurrected
The Mummy Resurrected (Brasil: Múmia e Ressurreição ) é um filme de terror produzido nos Estados Unidos em 2014, dirigido por Patrick McManus e com atuações de Elizabeth Friedman, Iyad Hajjaj e Fouad Hajji.